# Cerocala insanella
Cerocala insanella là một loài bướm đêm trong họ Erebidae.